# Gmina związkowa Winnweiler
Gmina związkowa Winnweiler (niem. Verbandsgemeinde Winnweiler) – gmina związkowa w Niemczech, w kraju związkowym Nadrenia-Palatynat, w powiecie Donnersberg. Siedziba gminy związkowej znajduje się w miejscowości Winnweiler.

## Podział administracyjny
Gmina związkowa zrzesza trzynaście gmin wiejskich:
1. Börrstadt
2. Breunigweiler
3. Falkenstein
4. Gonbach
5. Höringen
6. Imsbach
7. Lohnsfeld
8. Münchweiler an der Alsenz
9. Schweisweiler
10. Sippersfeld
11. Steinbach am Donnersberg
12. Wartenberg-Rohrbach
13. Winnweiler